# Campeonato Europeu de Atletismo em Pista Coberta de 2017 - 60 m com barreiras feminino
A prova dos 60 metros com barreiras feminino do Campeonato Europeu de Atletismo em Pista Coberta de 2017 foi disputada no dia 3 de março de 2017 na Arena Kombank em Belgrado,  na Sérvia. 

## Recordes
Antes desta competição, os recordes mundiais e do campeonato nesta prova eram os seguintes:
|                       | Nome                  | Nacionalidade   | Tempo | Local     | Data                    |
| --------------------- | --------------------- | --------------- | ----- | --------- | ----------------------- |
| Recorde mundial       | Susanna Kallur        | Suécia          | 7s 68 | Karlsruhe | 10 de fevereiro de 2008 |
| Recorde do campeonato | Lyudmila Narozhilenko | União Soviética | 7s 74 | Glasgow   | 4 de março de 1990      |
| Recorde europeu       | Susanna Kallur        | Suécia          | 7s 68 | Karlsruhe | 10 de fevereiro de 2008 |

## Medalhistas
| Ouro                | Prata             | Bronze                  |
| Cindy Roleder (DEU) | Alina Talay (BLR) | Pamela Dutkiewicz (DEU) |

## Cronograma
Todos os horários são locais (UTC+2).
| Data       | Hora  | Evento    |
| ---------- | ----- | --------- |
| 3 de março | 12:45 | Bateria   |
| 3 de março | 16:30 | Semifinal |
| 3 de março | 19:55 | Final     |

## Resultados

### Bateria
Qualificação: 3 atletas de cada bateria  (Q) mais os 4 melhores qualificados (q). 
| Posição | Bateria | Atleta               | Nacionalidade | Tempo | Notas  |
| ------- | ------- | -------------------- | ------------- | ----- | ------ |
| 1       | 2       | Pamela Dutkiewicz    | Alemanha      | 7.86  | Q      |
| 2       | 2       | Nadine Visser        | Países Baixos | 7.92  | Q,     |
| 3       | 4       | Alina Talay          | Bielorrússia  | 7.94  | Q      |
| 4       | 3       | Cindy Roleder        | Alemanha      | 7.98  | Q      |
| 5       | 1       | Isabelle Pedersen    | Noruega       | 8.00  | Q      |
| 5       | 4       | Hanna Plotitsyna     | Ucrânia       | 8.00  | Q      |
| 7       | 1       | Ricarda Lobe         | Alemanha      | 8.07  | Q      |
| 8       | 4       | Elisávet Pesirídou   | Grécia        | 8.08  | Q      |
| 9       | 4       | Ivana Lončarek       | Croácia       | 8.12  | q      |
| 10      | 3       | Sharona Bakker       | Países Baixos | 8.13  | Q      |
| 11      | 1       | Luca Kozák           | Hungria       | 8.14  | Q,     |
| 12      | 3       | Susanna Kallur       | Suécia        | 8.15  | Q      |
| 13      | 1       | Maja Rogemyr         | Suécia        | 8.18  | q,     |
| 14      | 4       | Lotta Harala         | Finlândia     | 8.20  | q      |
| 15      | 2       | Elvira Herman        | Bielorrússia  | 8.24  | Q      |
| 16      | 3       | Gréta Kerekes        | Hungria       | 8.24  | q,     |
| 17      | 4       | Anamaria Nesteriuc   | Roménia       | 8.24  |        |
| 18      | 3       | Caridad Jerez        | Espanha       | 8.26  |        |
| 19      | 1       | Karolina Kołeczek    | Polónia       | 8.28  |        |
| 20      | 3       | Olena Yanovska       | Ucrânia       | 8.33  |        |
| 21      | 3       | Stanislava Lajčáková | Eslováquia    | 8.36  |        |
| 22      | 4       | Milica Emini         | Sérvia        | 8.62  |        |
| 23      | 2       | Stephanie Bendrat    | Áustria       | DSQ   | R162.7 |
| 23      | 2       | Anne Zagré           | Bélgica       | DSQ   | R162.7 |
| 23      | 2       | Reetta Hurske        | Finlândia     | DSQ   | R162.7 |
| 23      | 2       | Elin Westerlund      | Suécia        | DSQ   | R162.7 |
| 24      | 1       | Andrea Ivančević     | Croácia       | DNS   |        |

### Semifinal
Qualificação: 4 atletas de cada bateria. 
| Posição | Bateria | Atleta             | Nacionalidade | Tempo | Notas                |
| ------- | ------- | ------------------ | ------------- | ----- | -------------------- |
| 1       | 1       | Alina Talay        | Bielorrússia  | 7.86  | Q,                   |
| 2       | 2       | Cindy Roleder      | Alemanha      | 7.89  | Q                    |
| 3       | 1       | Hanna Plotitsyna   | Ucrânia       | 7.92  | Q,                   |
| 3       | 2       | Pamela Dutkiewicz  | Alemanha      | 7.92  | Q                    |
| 5       | 2       | Nadine Visser      | Países Baixos | 7.96  | Q                    |
| 6       | 1       | Ricarda Lobe       | Alemanha      | 8.00  | Q                    |
| 7       | 2       | Isabelle Pedersen  | Noruega       | 8.02  | Q                    |
| 8       | 2       | Elisávet Pesirídou | Grécia        | 8.10  |                      |
| 9       | 1       | Susanna Kallur     | Suécia        | 8.12  | Q                    |
| 10      | 1       | Sharona Bakker     | Países Baixos | 8.20  |                      |
| 10      | 1       | Ivana Lončarek     | Croácia       | 8.20  |                      |
| 12      | 2       | Gréta Kerekes      | Hungria       | 8.23  | Recorde da temporada |
| 13      | 1       | Luca Kozák         | Hungria       | 8.27  |                      |
| 14      | 1       | Lotta Harala       | Finlândia     | 8.30  |                      |
| 15      | 2       | Maja Rogemyr       | Suécia        | 8.34  |                      |
| 16      | 2       | Elvira Herman      | Bielorrússia  | 8.57  |                      |

### Final
A final aconteceu às 19:55 no dia 3 de março de 2017. 
| Posição           | Raia | Atleta            | Nacionalidade | Tempo | Notas |
| ----------------- | ---- | ----------------- | ------------- | ----- | ----- |
| Medalha de ouro   | 6    | Cindy Roleder     | Alemanha      | 7.88  |       |
| Medalha de prata  | 5    | Alina Talay       | Bielorrússia  | 7.92  |       |
| Medalha de bronze | 3    | Pamela Dutkiewicz | Alemanha      | 7.95  |       |
| 4                 | 4    | Hanna Plotitsyna  | Ucrânia       | 7.96  |       |
| 5                 | 1    | Isabelle Pedersen | Noruega       | 8.01  |       |
| 6                 | 8    | Ricarda Lobe      | Alemanha      | 8.03  |       |
| 7                 | 7    | Nadine Visser     | Países Baixos | 8.04  |       |
| 8                 | 2    | Susanna Kallur    | Suécia        | 8.14  |       |

Legenda
| Recorde mundial       | Recorde mundial (World record)               |                       | Recorde africano                      | Recorde africano (African) |                                           | Q | Classificado por posição (Qualified) |
| Recorde do campeonato | Recorde do campeonato (Championship record)  | Recorde da América    | Recorde da América (Americas)         | q                          | Classificado por melhor tempo (Qualified) |   |                                      |
| Melhor marca do ano   | Melhor marca do ano (World leading)          | Recorde asiático      | Recorde asiático (Asian)              | DNS                        | Não largou (Did not start)                |   |                                      |
| Recorde nacional      | Recorde nacional (National record)           | Recorde europeu       | Recorde europeu (European)            | DNF                        | Não terminou (Did not finish)             |   |                                      |
| Recorde pessoal       | Recorde pessoal do atleta (Personal best)    | Recorde da Oceania    | Recorde da Oceania (Oceania)          | DSQ / DQ                   | Desclassificado (Disqualified)            |   |                                      |
| Recorde da temporada  | Recorde da temporada do atleta (Season best) | Recorde sul-americano | Recorde sul-americano (South America) | NM                         | Sem marca (No mark)                       |   |                                      |